# 航天动力学

卫星环绕地球有一个切向速度和内向加速度.

航天动力学是研究火箭和航天器在飞行中所受的力及其在力作用下的运动的学科，又称星际航行动力学、轨道动力学、天文动力学和太空動力學。这些物体的运动通常是根据牛顿运动定律和万有引力定律计算的。 航天动力学是太空任务设计和控制中的核心学科。
航天动力学研究的运动包括航天器的质心运动，称轨道运动；航天器相对于自身质心的运动和各部分的相对运动，称姿态运动；以及与航天器发射、航天器轨道机动飞行有关的火箭运动。航天器的飞行过程一般分为三个阶段。
- 发射段：航天器由运载器（多级火箭、航天飞机等）携带，从地面起飞达到预定的高度和速度。
- 运行轨道段：航天器主要在万有引力等自然界外力作用下运动。为了保持预定的轨道，有时需要少量的推力;有时为了轨道机动则需要较大的推力。
- 降落轨道段：一些航天器需要返回地球表面或者降落在目标天体的表面。这时航天器在火箭推力和介质阻力等作用下，离开运行轨道降落到天体表面。

在以上各个阶段中，航天器的运动都包含了轨道运动和姿态运动两个部分。在运行轨道段，一般可以将两种运动分别求解。而在发射段和降落段，两种运动关系密切，需要联立求解。研究航天器的运动是以牛顿力学和火箭力学为基础的，一般不考虑相对论效应。航天动力学以数学、力学、控制理论为基础。它的研究内容分为轨道运动、姿态运动和火箭运动三个部分。

## 起源和发展
在20世纪太空旅行兴起之前，轨道动力学和天体动力学之间几乎没有区别。 在人造卫星时代，该领域被称为“空间动力学”(space dynamics)。 因此，用于解决克卜勒問題(Kepler problem)（将位置确定为时间的函数）的基本技术在这两个领域都是相同的。 此外，这些领域的历史几乎是完全共享的。
古典天体力学研究自然界天体的轨道运动和绕质心运动。19世纪末，研究太阳系中大行星运动和月球运动的理论都已完善，总结出轨道摄动理论。太空飛行器轨道运动理论是在这些理论基础上发展起来的。由於控制自然天體的基本力量是萬有引力，而人造飛行器自載的動力，因不同於自然的慣性力的作用，故衍生出太空動力學之學門，為軌道力學之重要課題。
迄今，人造天体的轨道运动理论仍是天体力学的研究课题。随着火箭技术的发展，从20世纪1950年代起，人造地球卫星、月球探测器、太空探测器相继发射成功，轨道运动理论的研究发展成为与工程实践密切联系的应用学科，研究内容也超出了天体力学的传统范围。航天器姿态运动理论也起源于天体力学。18世纪，人们通过对地球自转的研究得到岁差和章动理论。20世纪，人们利用这些理论研究了早期航天器（结构简单的刚体）的姿态运动。到了1970年代末，以刚体为主体的航天器的姿态运动问题已经基本解决。随着航天器任务多样化，出现了多种姿态控制方式。由于卫星结构形式的复杂化，力学模型也从刚体模型发展成多种模型，与航天器设计的关系更加密切。姿态运动研究既是一个理论问题，又是一个工程应用问题。火箭运动是受经典力学规律支配的变质量体系的运动。20世纪初，苏联的К·Э·齐奥尔科夫斯基、美国的R·H·戈达德等相继开展了变质量系统的运动理论研究。1940年代以来，研制导弹和人造地球卫星的需要，使火箭从早期的无控制飞行发展到高精度控制飞行，促进了火箭力学的研究。

## 軌道力學
航天器的质心运动研究，以牛顿力学为基础从航天器受到的作用力着手确定航天器的运动。它可归纳为航天器轨道理论及其应用研究两个方面。

## 轨道理论
它以天体力学中的轨道摄动理论（见航天器轨道摄动）为基础，用于在已知航天器所受的力的情况下确定航天器轨道运动的问题。轨道理论是轨道设计、轨道测定的基础。轨道摄动理论中将航天器实际运动的轨道分成两个部分。其中一部分是已经完全解出的简化理论轨道。它与精确理论轨道十分接近。简化理论轨道一般取符合二体问题运动规律的开普勒轨道。另一部分是精确理论轨道与简化理论轨道的差，称为轨道摄动。轨道摄动是一个小量，只要解算出轨道摄动，就能精确求出航天器的轨道运动。与天体力学中的情况相似，求解轨道摄动的方法也有两类：一类是数值计算法，天体力学称为特别摄动法；另一类是分析方法，解出近似解析解，天体力学称为普遍摄动法。研究轨道摄动的另一个目的是通过与实测轨道的对比，研究分析轨道摄动的起因，为天体引力场、天体形状、天体周围气体层等研究提供信息。除了轨道摄动法外，直接用航天器的运动方程进行数值积分，也可得到精确的数值结果。降落轨道段轨道研究的重点是航天器在大气层内的高速运动。在制动推力和空气动力作用下，航天器的初始方位、速度方向、重量、外形和姿态运动规律决定了它的降落方式。它可能以弹道、滑翔或跳跃等方式降落在天体表面。

## 应用研究
航天器与自然天体的一个区别是轨道可以人为地选择，在运动过程中又可以施加控制力以改变原来的轨道。按照航天器担负的使命选择最有利的运行轨道是轨道设计的主要工作。火箭运载能力和控制精度的提高，扩大了轨道选择的范围。由于人们掌握了轨道运动规律，业已设计出实用的地球静止卫星轨道、回归轨道、太阳同步轨道、极轨道、晕轨道等。在这些轨道上运行的有通信卫星、广播卫星、地球资源卫星、侦察卫星、气象卫星等。在月球探测和行星探测活动中，多以接近目标天体为目的。实现这个目的的轨道数量很多，轨道设计的任务是从中选择出一条最佳轨道。这条轨道应能达到最小动力消耗或最短飞行时间、最简单控制方法、最便于地面观察等要求。选出的轨道在实现过程中总会出现误差，轨道设计的另一任务是设法将误差控制在不影响完成飞行使命的范围内。对于有机动能力的航天器，轨道设计还与航天器的动力系统和控制系统有关。因此，轨道设计是轨道理论在工程上的应用。

## 轨道測定
是利用观测数据測定航天器轨道的过程。工作内容包括初轨測定和轨道改进。測定出的轨道为轨道控制、轨道修正、目标定位、观测预报和其他学科的研究提供基本参数。轨道測定的方法来源于天体力学。早期天体力学中，轨道測定的对象是自然天体，已形成了完整的測定方法。这些方法原则上都适用于航天器的轨道測定。但是，与自然天体相比，航天器运动角速度大，与地面站保持有无线电联系，测量手段多，数据种类全、数量大。另外航天器的轨道确定要求精度高，適时性往往很强，因而逐步形成了一些獨特的方法。轨道測定的基本理论包括轨道摄动理论、轨道误差估算理论和高维线性方程组的计算方法等。

## 姿态运动
在研究航天器姿态运动时，航天器便不再被看成是质点。航天器姿态运动可以分为整体绕质心的运动和航天器部件之间的相对运动。

### 姿态运动理论
姿态运动理论是姿态控制方式设计的基础。它的任务是求出任意时刻的航天器的姿态状况。具体任务是：确定力学模型，分析作用力矩，建立和求解运动方程。航天器的力学模型与航天器部件的结构形式有关。这些部件可以是刚体、准刚体、多刚体、弹性体，甚至是刚体、弹性体和液体的混合体等。它们受到的力矩有自然界的外力矩、航天器的内力矩和控制力矩。描述姿态运动的方程是常微分方程和偏微分方程（见航天器姿态动力学）。

## 应用研究
根据航天器的使命，要求航天器在运行过程中保持一定的姿态，这就需要选择某种姿态控制方式。这种方式首先要满足航天器使命的要求，在这一前提下尽量使控制系统最简单和最经济。一般的姿态控制方式有自旋稳定、双自旋稳定、重力梯度稳定、三轴控制等。通过适时地施加控制力矩来克服外界干扰力矩，就可以保持航天器姿态长期稳定。在航天器的轨道机动飞行中常常需要调整航天器的姿态，以保证机动飞行所需的推力方向。

## 火箭运动
火箭运动的研究是以变质量力学和经典力学为基础的，其任务是求出任意时刻火箭的运动状态和分析火箭姿态运动的稳定性。火箭的质心运动也称为火箭轨道运动。这个方面的研究内容包括：
- 建立火箭运动方程并加以求解。火箭运动方程包括质心运动方程和绕质心运动方程。有控制的火箭绕质心运动方程中含有给定的控制力矩。求解这组方程的主要方法是数值计算方法。

- 火箭轨道优化：能够达到目标的火箭轨道有许多条，需要从中选出一条最佳轨道。在满足地面跟踪测量和航区安全等条件下，这条轨道是最节省能量或运行时间最短的轨道，也可能是飞行距离最远或获得运载量最大的轨道。火箭轨道优化的方法分为间接优化法和直接优化法。

- 火箭轨道摄动：分析火箭在受到干扰时的运动状态。这类干扰包括火箭特性参数和设计理论值的偏差，飞行环境与预先估计值的偏差等。

- 建立火箭运动和火箭设计中有关参数的关系。